# Lucien Chapelain
Pour les articles homonymes, voir Chapelain (homonymie).
Lucien Chapelain est né le 3 juin 1920 à Bondy et mort le 21 décembre 2008,. Il est déporté durant la Seconde Guerre mondiale au camp de concentration de Buchenwald. Membre actif du mouvement communiste en France, il est à plusieurs reprises maire-adjoint de la commune de Bondy.

## Biographie
Né dans une famille militante, son père, Charles Chapelain, ouvrier métallurgiste et marié à Lucie, une blanchisseuse, œuvra à la création du Section française de l'Internationale ouvrière. C'est donc dans un milieu socialiste qu'il passa son enfance. Il est élève à l'école primaire supérieure Turgot et s'inscrit une année à la faculté de droit (1938-1939). En parallèle, il travailla comme ouvrier chez Marret-Bounin à Noisy-le-Sec.
C'est en tant qu'animateur du groupe des Amis de l'enfance ouvrière (Faucons rouges) à Bondy qu'il adhéra en 1935 aux J.S. et au P.S.. Il va aussi être secrétaire du syndicat des biscuitiers (1936). Après avoir été secrétaire des Jeunesses Socialistes de Bondy (1937-1938), il fut congédié ainsi que 20 autres militants à la suite de la Conférence nationale de Limoges de 1938 pour leur soutien à la Fédération socialiste de la Seine. Ils furent en effet convoqués à la Conférence afin de répondre aux accusations mais seulement trois membres s'y présentèrent. Le Comité National mixte des J.S. décidera aussi de dissoudre la Fédération mais celle-ci répondra par la négative.
À la suite de ce limogeage, il donna son adhésion aux Jeunesses socialistes ouvrières et paysannes du P.S.O.P (Parti socialiste ouvrier et paysan), organisation issue de la Gauche révolutionnaire (1935-1938) et fondée par Marceau Pivert. Il fut secrétaire de la région parisienne et même secrétaire national-adjoint. Dans les rangs de cette organisation se trouvaient des francs-maçons, notamment Marceau Pivert et cela n'était pas du goût de tout le monde. Lucien Chapelain en dénonça d'ailleurs trois membres qui se trouvaient à la direction du P.S.O.P.. Membre de la Commission d'administration permanente (C.A.P.) du parti jusqu'au 31 août 1939, date à laquelle il entra en conflit avec ses membres qui refusaient l'activité semi-légale qu'il défendait et qui servirait de transition au passage à la clandestinité. La même année, il se retire du syndicat de l'Alimentation.
À la suite de la distribution de tracts aux usines Renault de Boulogne-Billancourt le 9 décembre 1939 critiquant la drôle de guerre, il fut arrêté et emprisonné à Fontevraud où il rejoint Émile Rouaix, Lucien Preiss, Maurice Jacquier et Daniel Hass. C'est le 1er mars 1940 que Lucien fut jugé par le 2e tribunal militaire de la Seine et condamné à cinq ans de prison. C'est lors de son emprisonnement dans l'abbaye qu'il rejoignit le P.C.F.. Il est libéré en 1942 grâce au P.O.P.F., organisation collaboratrice qui tente ainsi d'obtenir la sympathie des communistes français. Lucien rejoindra cette organisation et prendra part au Comité ouvrier de secours immédiat,. Deux ans plus tard, le 4 septembre 1943, il est déporté à Buchenwald où il rejoint la résistance,.
De retour de déportation, Lucien, ainsi que d'autres membres du P.O.P.F., est jugé en 1948 devant la chambre civique de la Seine. Il proteste en soulignant qu'il a adhéré au P.O.P.F. afin de le saboter de l'intérieur, mais il est condamné à cinq ans de Dégradation nationale. Il reprend pourtant une vie politique active en tant que représentant du Parti communiste. Durant la guerre d'Algérie, il est arrêté le 10 mai 1956 après la manifestation du 7 mai 1956 à la gare de Saint-Aignan-Noyers pour avoir organisé une manifestation « à l'occasion du départ des rappelés ». Il est jugé par un tribunal militaire pour avoir tenté d'arrêter le train. En effet, l'enquête qui était d'abord civile devint ensuite militaire et condamné à sept mois à la prison de Fresnes.
Il meurt le 21 décembre 2008, à l'âge de 88 ans.

### Vie privée
Il est marié avec Mireille Chapelain, secrétaire particulière du président du conseil général de Seine-Saint-Denis. Ils ont deux enfants.

## Prises de positions
Chapelain est un défenseur de la paix, ce qu'il montre dès 1937, lors des réunions des Jeunes Socialistes et en 1956 en organisant quatre manifestations pour la paix en Algérie.
Il est inscrit dans le "Carnet B", liste des antimilitaristes qui pourraient mettre en danger la mobilisation.

## Fonctions
Il fut secrétaire de la section Saint-Denis[Quand ?].
| Année(s)               | Fonction                                                       |
| ---------------------- | -------------------------------------------------------------- |
| 13 mai 1945            | Élu conseiller municipal communiste de Bondy                   |
| Mai 1945-1947          | Maire-adjoint à Bondy                                          |
| 1945-1946              | Membre du comité fédéral de la Seine-Est                       |
| 1946-1948              | Membre du comité fédéral de la Seine                           |
| Janvier 1948- mai 1949 | Collaborateur du Comité central en Haute-Saône                 |
| 1955-1956              | Secrétaire de la section P.C.F. du Bondy                       |
| À partir de mars 1967  | Député suppléant de la 5e circonscription de Seine-Saint-Denis |

Il fut aussi le directeur de publication de la revue 93 hebdo, hebdomadaire créé en 1990 qui servait de lien entre le P.C.F. et la Seine-Saint-Denis.
Il dirigea avec Daniel Anker l’Association des anciens déportés de Buchenwald.

## Postérité
Une avenue à Bondy porte le nom de Lucien Chapelain.